# Jorge Vidal Casas
Jorge Edgar Vidal Casas (n. Provincia de Córdoba 1947 o 1948 - Villa Dolores,  Provincia de Córdoba, 3 de julio de 2012) fue un político argentino que se desempeñó como Presidente del Concejo Deliberante de la Ciudad de Salta, entre otros cargos.

## Carrera política
Vidal Casas llegó a Salta en 1972 y empezó su actividad con los hoteles, materia en la que fue sereno, recepcionista, jefe de recepción del hotel de Turismo de San Luis y gerente del Crillón de Salta.
Se quedó a vivir con su familia y abrazó esta tierra. Llegó a ser gerente de la Cámara de Hoteles, titular de la Cámara de Turismo y presidente del Consejo Nacional de Turismo. También fue editor de la revista Guía del Turista.
En 1984 el gobernador Roberto Romero lo nombra como director de turismo, cargo en el que se mantendría hasta 1991. En ese año competiría por la intendencia de la capital por el Partido Justicialista, perdería contra Víctor Abelardo Montoya quien ganaría la intendencia con el Partido Renovador de Salta. De todas maneras Vidal Casas y sus sublemas lograron ingresar a seis concejales al cuerpo deliberante municipal.
En 1992 regresa al sector privado y empieza a potenciar el famoso Tren de las Nubes.
Volvió al ruedo político en 1995 cuando se presentaría para diputado provincial, obteniendo una banca y renovando su mandato para el periodo 1999-2003.
En 2005 es elegido como concejal por los votantes y como presidente del órgano por los otros ediles. Por lo tanto Jorge Edgar sería el sucesor en caso de una ausencia del intendente Miguel Isa. En 2007 pasaría a ser jefe de gabinete del mismo intendente y se mantendría en el cargo hasta 2011.
Vidal Casas fallece de un paro cardíaco en Villa Dolores, Córdoba, el 3 de julio de 2012. Luego de su muerte, en Salta le pusieron su nombre a un espacio público como una forma de rememorarlo.